# فانیانو اولونا
فانیانو اولونا (به ایتالیایی: Fagnano Olona) یک کومونه در ایتالیا است که در استان وارزه واقع شده‌است.

## خصوصیات
فانیانو اولونا ۸٫۶۳ کیلومترمربع مساحت و ۱۰٬۷۳۹ نفر جمعیت دارد و ۲۶۵ متر بالاتر از سطح دریا واقع شده‌است.

## خواهرخوانده
شهر جرانتورتو خواهرخواندهٔ فانیانو اولونا هست.